# ایگالو
شهر ایگالو (به روسی: Игaлo) در کشور مونته‌نگرو واقع شده‌است. جمعیت این شهر ۳٫۷۸۲ نفر  است.